# Park Allé (Aarhus)
 For alternative betydninger, se Park Allé. (Se også artikler, som begynder med Park Allé)
Park Allé er en gade beliggende i centrum af Aarhus. 
Gaden, der strækker sig over 300 m, forbinder Rådhuspladsen/Sønder Allé i nord med Banegårdspladsen i syd. Park Allé blev anlagt i 1921 og er blandt andet kendt for et af byens fineste hoteller, Hotel Ritz, som dog ligger på Banegårdspladsen. Desuden ligger Aarhus Rådhus også ud til gaden, der har navn efter den tilknyttede park, Rådhusparken. 
Gaden er et knudepunkt for den offentlige trafik i Aarhus, idet mange bybuslinjer har stoppested her.

## Galleri
- Park Allé ved Banegårdspladsen Aarhus.
- Park Allé om aftenen.
- Krydset ved Sønder Allé - Park Allé.